# Acta de Independencia de Panamá
El Acta de Independencia de Panamá o Acta de Independencia del Istmo de Panamá es el documento mediante el cual Panamá declaró su independencia del Imperio español el 28 de noviembre de 1821. La Independencia del Istmo de Panamá se proclamó en el Cabildo de la Ciudad de Panamá, donde se reunió una Junta formada por el Cabildo de la misma, autoridades, militares, eclesiásticas y civiles, y luego de discutir la situación existente, terminaron proclamando espontáneamente y conforme el voto general de todos los pueblos, la Independencia de Panamá de la Corona Española.
Junto a esta acta, se le incorporan las actas de Independencia de la Villa de Los Santos y de Santiago de Veraguas, consolidando así el fin de la época colonial española en Panamá y dando así, inicio a la unión voluntaria a la Gran Colombia.

## Independencia de la Villa de Los Santos
El primer antecedente al Acta de Independencia de Panamá, fue precisamente el Acta de Independencia de la Villa de Los Santos, que fue el resultado del movimiento independentista dado en la Villa de Los Santos el 10 de noviembre de 1821 dirigido por Segundo Villareal.

## Proclamación de la Independencia de Panamá
La Independencia de la Villa de Los Santos aceleró el proceso independentista panameño. Fue entonces, de esa manera, que el 28 de noviembre de 1821, en un cabildo abierto en la ciudad de Panamá, se proclama la "Independencia de Panamá". Pero la falta de presupuesto, el poco armamento militar con el que se contaba y la inseguridad de ser reconquistados por España, pone en peligro el seguir con la aventura independentista del istmo, por lo que se proponen la unión con algunas de las nuevas naciones americanas, entre ellas los vecinos de la unión centroamericana y la nación del Perú que había sido el principal socio comercial del Istmo en la época colonial. Pero finalmente de manera voluntaria, mediante el voto popular y aprobación de toda la población, se decide la Unión voluntaria a la Gran Colombia, de Simón Bolívar, unión que fue motivada debido a la gran admiración y liderazgo de Bolívar en las campañas independentistas del Sur de América. Panamá de esta manera se une a Colombia a cuyo Congreso iría a representar oportunamente su diputado. Una vez proclamada la Independencia de Panamá, se procedió a redactar el Acta de Independencia.
El Acta de Independencia de Panamá fue redactada el 28 de noviembre de 1821 por don Manuel José Hurtado, ilustre educador y diplomático, miembro de una honorable familia istmeña y constó de doce artículos:

En Junta General de todas las Corporaciones Civiles, Militares y Eclesiásticas celebrada hoy 28 de noviembre de 1821 a invitación del Exmo. Ayuntamiento; después de las más detenidas discusiones ante un numeroso pueblo, y bajo el mayor orden y concordia se convinieron y decretaron de común acuerdo los artículos siguientes.

1. Panamá espontáneamente y conforme al voto general de los pueblos de su comprehensión, se declara libre e independiente del gobierno español. 

2. El territorio de las Provincias del Istmo pertenece al Estado Republicano de Colombia, a cuyo congreso irá a representar oportunamente su Diputado. 

3. Los Individuos de la tropa que guarnece esta plaza, quedan en la absoluta libertad de tomar el partido que les convenga, y en el caso que quieran volver a España, se les prestarán todos los auxilios necesarios para su transporte hasta la Isla de Cuba, a los que guardándoseles los honores de la guerra, seguirán a los Puertos de Chagre o Portobelo, luego que los Castillos estén en poder del Nuevo Gobierno obligándose todos los oficiales, sargentos y soldados bajo el juramento debido, a seguir tranquilos, no hacer estorciones algunas ni tomar las armas contra los Estados independientes de América, durante la presente guerra. 

4. Los enfermos que se hallan en el Hospital, serán asistidos por el Gobierno, y luego que lleguen a restablecerse se les prestarán los auxilios necesarios conforme el artículo 3. 

5. El Jefe Superior del Istmo se declara, que lo es el Sr. José de Fábrega, coronel que fue de los Ejércitos Españoles; quedando en el mismo pie en que actualmente se hallan todas las Corporaciones y autoridades así civiles como eclesiásticas. 

6. El jefe Superior tomará todas las providencias económicas que sean necesarias para la conservación de la tranquilidad pública. 

7. Las autoridades prestarán en el acto el juramento de la Independencia, señalandose el domingo próximo para hacer su publicación con la solemnidad debida. 

8. El Jefe Superior en unión de los Comandantes de los cuerpos oficiarán al de la fortaleza de Chagres y destacamento de Portobelo, para que al oficial que presente las órdenes, entreguen estos puntos al estilo militar. 

9. El Istmo por medio de sus representantes formará los reglamentos económicos convenientes para su gobierno interior, y en interín, gobernarán las leyes en aquella parte que no digan contradicción con su actual estado. 

10. La deuda pública que reconoce la Tesorería, se pagará bajo los pactos estipulados en su principio. 

11. Para los gastos indispensables, el Jefe Político abrirá un empréstito que se reconocerá como parte de la deuda pública. 

12. Los precedentes Capítulos se imprimirán y circularán a todos los Pueblos del Istmo, para que cesen las desavenencias que los agitan, remitiendo los auxilios que necesita esta Capital, para llevar a cabo tan gloriosa empresa, como lo tienen ofrecido. 

(Firmado) José de Fábrega. José Higinio Durán, Obispo de Panamá. Juan José Martínez. Dr. Carlos de Icaza. Manuel José Calvo. Mariano de Arosemena. Luis Lasso de la Vega. José Antonio Zerda. Juan Herrera y Torres. Juan José Calvo. Narciso de Urriola. Remigio Lasso de la Vega. Manuel de Arze. José de Alba. Gregorio Gómez. Luis Salvador Durán. José María Herrera. Manuel María de Ayala. Víctor de Beltrán. Antonio Bermejo. Antonio Planas. Juan Pío Victoria. Dr. Manuel de Urriola. José Vallarino. Manuel José Hurtado. Manuel García de Paredes. Dr. Manuel José de Arce. José María Calvo. Antonio Escobar. Gaspar Arosemena. José de los Santos Correoso. Escribano Público.

Correspondió a don José Vallarino y Ximénez comunicar al pueblo reunido en el Parque de Catedral (ahora de la Independencia), de la Ciudad de Panamá, la Declaración de Independencia, que fue recibida jubilosamente, cuya Acta Admirable firmaron todos los que actuaron en aquel solemne acto trascendental y patriótico.
Al informarse al Libertador, Simón Bolívar, de la gloriosa y noble Independencia de Panamá de la Madre Patria España y de su unión voluntaria a la Gran Colombia, integrada por Venezuela, Colombia y Ecuador, acto patriótico istmeño realizado sin odios, ni violencia ni rencores, se dirigió al Jefe Superior del Istmo, Coronel José de Fábrega, en los siguientes términos:

"No me es posible expresar el sentimiento de gozo y admiración que he experimentado al saber que Panamá, el centro del Universo, es segregado por sí mismo, y libre por su propia virtud. El Acta de la Independencia de Panamá es el documento más glorioso que puede ofrecer a la historia ninguna provincia americana".
Carta de Simón Bolívar a José de Fábrega (1 de febrero de 1822.)

## Independencia de Santiago de Veraguas
El 1 de diciembre de 1821 Santiago de Veraguas se une al movimiento independentista panameño, proclamando así su independencia de España y uniéndose así a la Gran Colombia.
Tras este acontecimiento, se procedió a la firma del Acta de Independencia de Santiago de Veraguas.

En la ciudad de Santiago de Veraguas, diciembre primero de mil ochocientos veintiuno. Congregadas en esta sala de Ayuntamiento los señores que componen esta junta, por ausencia de la mayor parte del ayuntamiento, que abajo se suscribe, presididos del señor Alcalde Primero nombrado, don Casimiro del Bal, Jefe Político Interino de ella y su jurisdicción, y estando en forma de Tribunal, como lo han de uso y costumbre, manifestó al congreso el señor Presidente un oficio invitatorio y con apremio del ayuntamiento de la ciudad de Nata, para que esta Capital y su Partido jure la independencia del gobierno Español, a su imitación, o que de no acceder, se dispongan estos habitantes a resistir sus armas. Al mismo tiempo manifestó las copias de las cartas que cita dicho oficio y la original correspondencia a don Bartolomé Paredes que fueron interceptadas en Natá. Y vistos todos los oficios y demás documentos con otro oficio del Ayuntamiento de la Villa de los Santos, de fecha veintiocho de Noviembre último, que en este acto acaba de recibir este Congreso, discutido que fue todo por los señores concurrentes, resolvió lo siguiente:

Que en consideración al valor que tienen los documentos que a conciencia se agregan, y a las miras de sociedad que en los pasados oficios con Natá, La Villa de Los Santos y pueblos de Pesé han procedido de unánime acuerdo para lograr la tranquilidad que se anuncia y precaver los insultos de tropas extranjeras que nos amenazan por Norte y Sur, a presencia de un señor crucificado, con dos luces encendidas y un libro de Los Santos Evangelios, hizo primero el señor Presidente con la mano derecha la señal de la Cruz puesta sobre dicho libro, el juramento que sigue:

Juro por Dios nuestro Señor y la Santa Cruz y Los Santos Evangelios observar la Religión Católica Cristiana, defender la pureza de María Santísima, ser independiente del Gobierno Español, y por consiguiente defender ésta a costa de persona y propiedades, igualmente que a obsecar las leyes y pragmáticas que en nuestra independencia se dieren o adoptaren. Así lo juro y lo prometo y procediendo de contrario, Dios me castigue.

Seguidamente concurrí yo el Secretario, junto con los demás miembros que componen esta Junta, y otros vecinos del pueblo en considerable número, a la mesa y resencia del Señor Crucificado y nos interrogó dicho señor Presidente, siendo puestas nuestras manos con la señal de la Cruz en el mismo libro de los Santos Evangelios, con las palabras siguientes:

Juran por Dios Nuestro Señor y la Santa Cruz y los Santos Evangelios observar la Religión Católica Cristiana, defender la Pureza de María Santísima y ser independiente del Gobierno Español y, por consiguiente, defender esta costa de vuestras personas y propiedades, igualmente que a observar las leyes y pragmáticas que en nuestra Independencia se crearen o adoptaren?

Respondimos todos los de la junta y pueblo: Sí, juramos y prometemos.

A lo que respondió dicho señor Presidente diciendo:

Sí así lo hicieren, Dios os lo premie. Y si no, os lo demande. Y a lo que respondimos: Amén.

Seguidamente acordaron dichos señores nombrar como nombraron a los señores Don Juan Tejeira, Don José del Pino, Don Casimiro del Bal y Don Bartolomé Paredes para que el día de mañana acudan a esta Sala a discutir y tratar de los artículos de la Constitución que hasta ahora ha regido para adoptar los que convengan, y detestar los que no se encuentren corrientes a fin de administrar Justicia y demás acciones en el grado conveniente a conservar la sociedad y buen gobierno.

También acordaron pasar oficio a los pueblos de esta comprensión para que en orden y la mayor brevedad juren la indicada Independencia. Y que al Señor Cura Vicario de esta ciudad se le pase oficio a fin de que el vecindario de los campos de esta ciudad (que este día-se citan), con solemne festividad en la iglesia hagan el día ocho de este presente mes el juramento de la Independencia.

Con lo cual, y para satisfacer a los Ayuntamientos de la Villa de Los Santos y ciudad de Natá mandaron dichos señores se saquen copias de esta acta para dirigirla con oficio de contesto a los mencionados Ayuntamientos, y se concluye esta acta que firmaron los señores vocales concurrentes con el nominado señor Presidente, de que certifico:

Casimiro del Bal, Jose Joaquín de Fábrega, Baltazar de Acerola, Miguel Felipe Fábrega, Ignacio Caben, Juan de Mota Rodríguez, Antonio Facio, José del Pino, Manuel Alvarez, Bartolomé García de Paredes, José María Calviño, José Joaquín del Pino, Juan Bautista Tejeira, Manuel José Ortiz, Pedro J. Escartín, Marcos José Macías, Félix de Fábrega, Remigio Escartín, Remigio Gallardo.

Manuel Eusebio Saldaña. Secretario

Fuente: